# Ла-Рошетт (Савоя)
Ла-Роше́тт (фр. La Rochette) — колишній муніципалітет у Франції, у регіоні Овернь-Рона-Альпи, департамент Савоя. Населення — 3546 осіб (2011).
Муніципалітет був розташований на відстані близько 480 км на південний схід від Парижа, 105 км на схід від Ліона, 21 км на південний схід від Шамбері.

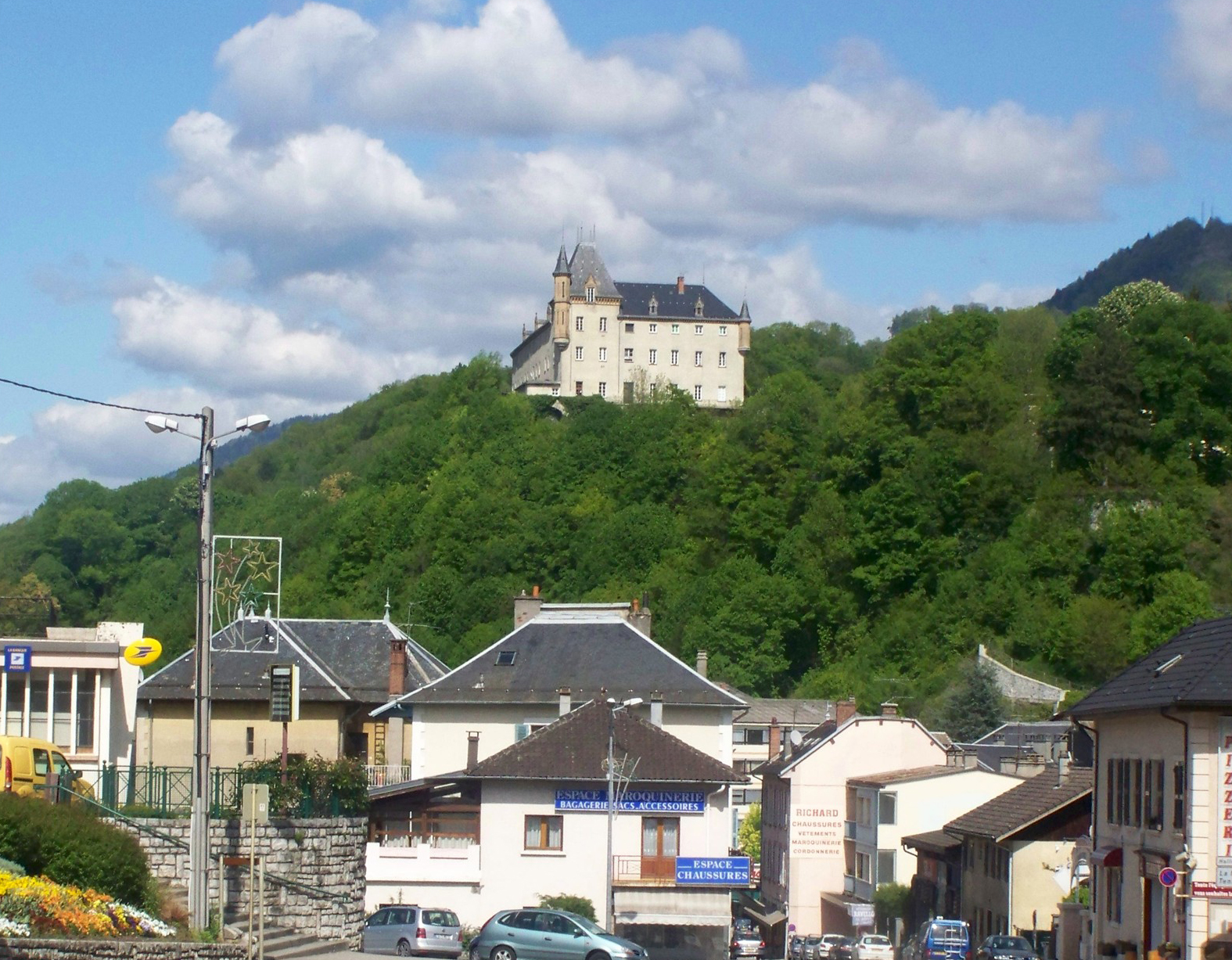

## Історія
До 2015 року муніципалітет перебував у складі регіону Рона-Альпи. Від 1 січня 2016 року належав до нового об'єднаного регіону Овернь-Рона-Альпи.
1 січня 2019 року Ла-Рошетт і Етабль було об'єднано в новий муніципалітет Вальжелон-Ла-Рошетт.

## Демографія
Динаміка населення (Ehess і INSEE ):
Розподіл населення за віком та статтю (2006):
| Стать | Всього | До 15 років | 15-24 | 25-44 | 45-64 | 65-85 | Понад 85 |
| --- | ------ | ----------- | ----- | ----- | ----- | ----- | -------- |
| Чоловіки | 1528   | 300         | 200   | 340   | 428   | 244   | 16       |
| Жінки | 1696   | 272         | 160   | 384   | 444   | 336   | 100      |
| \| Статево-вікова піраміда \| Статево-вікова піраміда \| Статево-вікова піраміда \| \| ----------------------- \| ----------------------- \| ----------------------- \| \| Чоловіки \| Вік \| Жінки \| \| 16 \| 85 + \| 100 \| \| 36 \| 80-84 \| 100 \| \| 60 \| 75-79 \| 72 \| \| 104 \| 70-74 \| 88 \| \| 44 \| 65-69 \| 76 \| \| 96 \| 60-64 \| 72 \| \| 124 \| 55-59 \| 92 \| \| 136 \| 50-54 \| 172 \| \| 72 \| 45-49 \| 108 \| \| 84 \| 40-44 \| 116 \| \| 80 \| 35-39 \| 112 \| \| 104 \| 30-34 \| 84 \| \| 72 \| 25-29 \| 72 \| \| 96 \| 20-24 \| 68 \| \| 104 \| 15-20 \| 92 \| \| 104 \| 10-14 \| 84 \| \| 112 \| 5-9 \| 104 \| \| 84 \| 0-4 \| 84 \| |        |             |       |       |       |       |          |
| Статево-вікова піраміда |        |             |       |       |       |       |          |
| Чоловіки | Вік    | Жінки       |       |       |       |       |          |
| 16 | 85 +   | 100         |       |       |       |       |          |
| 36 | 80-84  | 100         |       |       |       |       |          |
| 60 | 75-79  | 72          |       |       |       |       |          |
| 104 | 70-74  | 88          |       |       |       |       |          |
| 44 | 65-69  | 76          |       |       |       |       |          |
| 96 | 60-64  | 72          |       |       |       |       |          |
| 124 | 55-59  | 92          |       |       |       |       |          |
| 136 | 50-54  | 172         |       |       |       |       |          |
| 72 | 45-49  | 108         |       |       |       |       |          |
| 84 | 40-44  | 116         |       |       |       |       |          |
| 80 | 35-39  | 112         |       |       |       |       |          |
| 104 | 30-34  | 84          |       |       |       |       |          |
| 72 | 25-29  | 72          |       |       |       |       |          |
| 96 | 20-24  | 68          |       |       |       |       |          |
| 104 | 15-20  | 92          |       |       |       |       |          |
| 104 | 10-14  | 84          |       |       |       |       |          |
| 112 | 5-9    | 104         |       |       |       |       |          |
| 84 | 0-4    | 84          |       |       |       |       |          |

## Економіка
2010 року серед 2085 осіб працездатного віку (15—64 років) 1594 були активними, 491 — неактивною (показник активності 76,5%, у 1999 році було 67,0%). З 1594 активних мешканців працювали 1444 особи (740 чоловіків та 704 жінки), безробітними було 150 (78 чоловіків та 72 жінки). Серед 491 неактивної 150 осіб було учнями чи студентами, 181 — пенсіонерами, 160 були неактивними з інших причин.

У 2010 році в муніципалітеті числилось 1538 оподаткованих домогосподарств, у яких проживали 3599,5 особи, медіана доходів виносила 18 936 євро на одного особоспоживача